# Trofeo Nostra Catalunya
El Trofeo Nostra Catalunya (en catalán Torneig Nostra Catalunya) fue una competencia anual de fútbol de pretemporada organizada por el RCD Espanyol entre 1974 y 1990.
Los invitados fueron los mejores equipos catalanes de la temporada anterior, excluyendo el RCD Espanyol y el FC Barcelona.
La competencia fue un torneo de cuatro equipos e incluyó dos semifinales y una final disputada antes del Trofeo Ciutat de Barcelona.
Para la primera competición en 1974, los cuatro equipos fueron Gimnàstic de Tarragona, Girona FC, UE Lleida y UE Sant Andreu.

## Campeones
| Edición | Año  | Campeón               | Subcampeón          | Resultado |
| ------- | ---- | --------------------- | ------------------- | --------- |
| XVII    | 1990 | CE Sabadell           | UE Lleida           | 1-1 (p)   |
| XVI     | 1989 | CE Sabadell           | UE Lleida           | 3-2       |
| XV      | 1988 | CE Sabadell           | UE Figueres         | 2-2 (p)   |
| XIV     | 1987 | UE Lleida             | Girona FC           | 2-0       |
| XIII    | 1986 | UE Lleida             | Nàstic de Tarragona | 1-0       |
| XII     | 1985 | CE L´Hospitalet       | UE Lleida           | 3-3 (p)   |
| XI      | 1984 | UE Figueres           | CE Sabadell         | 0-0 (p)   |
| X       | 1983 | Nàstic de Tarragona   | UE Lleida           | 2-1       |
| IX      | 1982 | UE Figueres           | Nàstic de Tarragona | 0-0 (p)   |
| VIII    | 1981 | UE Lleida             | UE Figueres         | 1-1 (p)   |
| VII     | 1980 | Nàstic de Tarragona   | CE Sabadell         | 0-0 (p)   |
| VI      | 1979 | CE Sabadell           | Girona FC           | 5-0       |
| V       | 1978 | CE Sabadell           | Nàstic de Tarragona | 1-1 (p)   |
| IV      | 1977 | UE Lleida             | Terrassa FC         | 1-1 (p)   |
| III     | 1976 | FC Barcelona Atlético | Nàstic de Tarragona | 1-0       |
| II      | 1975 | UE Lleida             | Nàstic de Tarragona | 2-1       |
| I       | 1974 | UE Lleida             | Girona FC           | 2-1       |

## Títulos por club
| Team                  | Títulos |
| --------------------- | ------- |
| UE Lleida             | 6       |
| CE Sabadell           | 5       |
| UE Figueres           | 2       |
| Nàstic de Tarragona   | 2       |
| FC Barcelona Atlètico | 1       |
| CE L´Hospitalet       | 1       |